# الین ییو
الین ییو (زاده ۲۱ نوامبر ۱۹۸۰ در هنگ کنگ بریتانیا) بازیگر و مجری تلویزیونی هنگ کنگی است که با تی‌وی‌بی قرارداد دارد. الین ییو در مؤسسه سلطنتی فناوری ملبورن در رشته علوم کامپیوتر تحصیل کرد. او یک خواهر به نام سندی ییو دارد که در Now TV (هنگ کنگ) به عنوان مجری اخبار کار می‌کند.

## زندگی شخصی
ییو بهترین دوست با میولی وو، نانسی وو، پیزلی وو، مندی ونگ و سلنا لی است. آنها گروه دوستی "胡說八道會" را تشکیل داده بودند و یک برنامه سفر را با هم فیلمبرداری کرده بودند. به دلیل علاقه مشترکشان به دویدن در مسافت‌های طولانی، ییو به همراه بنجامین یوئن، جوئل چان، برایان تسه، جک وو، نانسی وو، پیزلی وو، سلنا لی و مندی ونگ گروه «دونده دیوانه» را تشکیل دادند.